# Bresje (miasto Jagodina)
Bresje (cyr. Бресје) – wieś w Serbii, w okręgu pomorawskim, w mieście Jagodina. W 2011 roku liczyła 650 mieszkańców.